# Fanfare for the Common Man

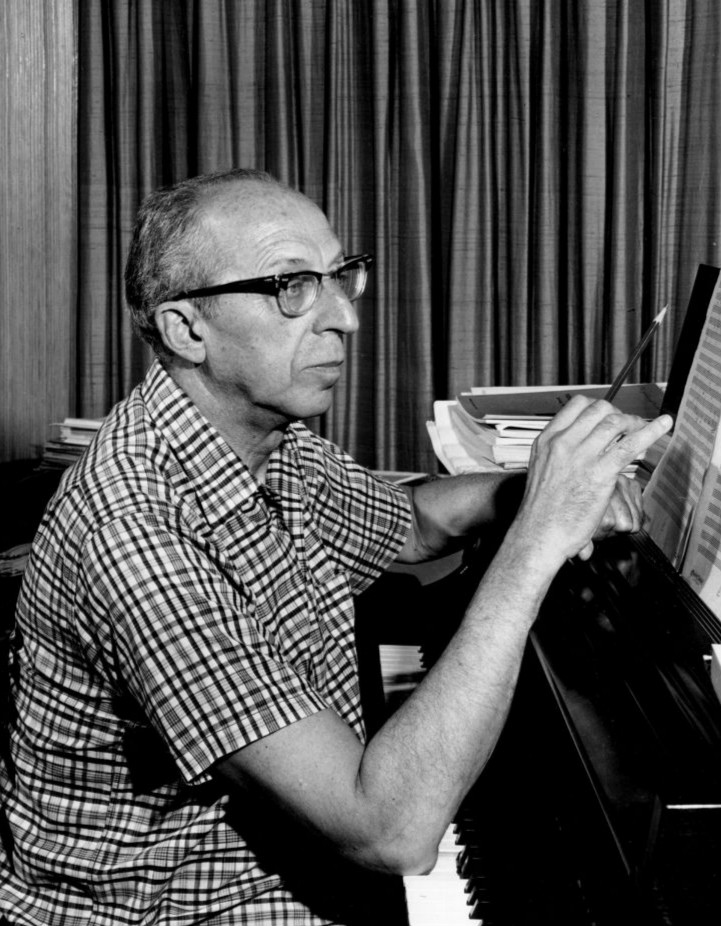
Aaron Copland (1962)

Fanfare for the Common Man ist ein musikalisches Werk des US-amerikanischen Komponisten Aaron Copland. Es wurde 1942 für den Dirigenten Eugène Aynsley Goossens geschrieben und war von der Rede des Vizepräsidenten der Vereinigten Staaten, Henry A. Wallace, inspiriert, in der er das „Jahrhundert des Normalbürgers“ ausrief.

## Instrumentierung
Eine Fanfare ist ein Musikstück, das ein Ereignis oder ein anderes Musikstück einführt. Sie ist meist kurz (hier etwa 4 Minuten), rhythmisch und laut. Diese Fanfare wurde für folgende Instrumente geschrieben:
- vier Hörner (in F)
- drei Trompeten (in B)
- drei Posaunen
- Tuba
- Kesselpauke
- Tamtam
- Schlagzeug

## Entstehung

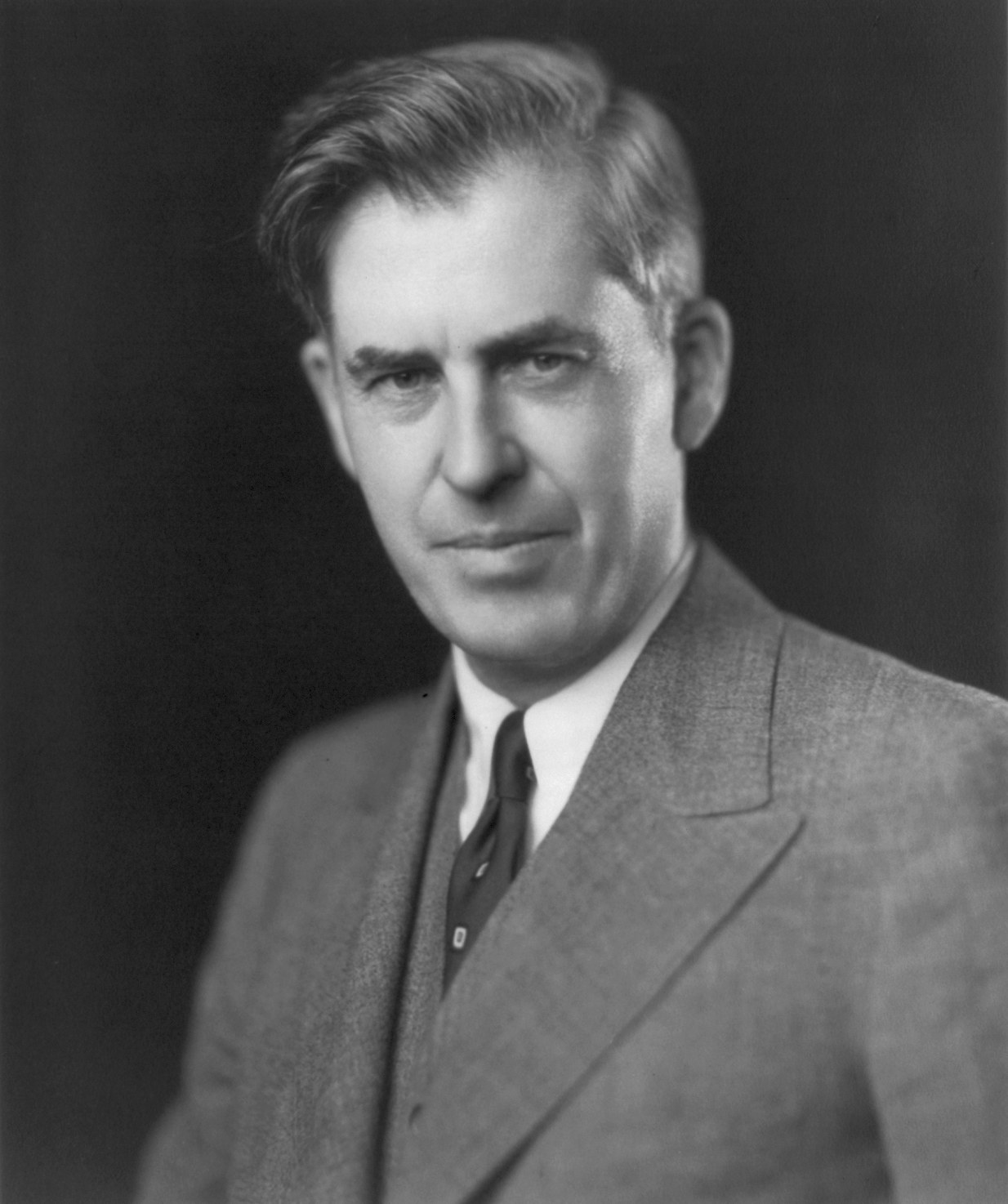
Henry A. Wallace (1940)

Die Rede von Henry A. Wallace, in der er das „Jahrhundert des Normalbürgers“ proklamierte, inspirierte Copland zu der Fanfare. Copland schrieb in seiner Autobiographie:

„Eugene Goossens, Leiter des Cincinnati Symphony Orchestra, schrieb mir Ende August über seine Idee, die er für die Konzertsaison 1942/1943 in die Tat umsetzen möchte. Im Ersten Weltkrieg hatte er britische Komponisten um eine Fanfare gebeten, um jedes Orchesterkonzert zu beginnen. Es war so erfolgreich gewesen, dass er dachte, dies im Zweiten Weltkrieg mit amerikanischen Komponisten zu wiederholen.“

Auf Goossens Wunsch wurden 18 Fanfaren geschrieben, aber nur Copland ist im Standardrepertoire geblieben.
Goossens hatte Titel wie Fanfare for Soldiers (für Soldaten) oder Matrosen oder Flieger vorgeschlagen und schrieb: „Es ist meine Idee, mit diesen Fanfaren mitreißende und bedeutende Beiträge zum Krieg zu leisten ...“
Später verwendete Copland die Fanfare als Hauptthema des vierten Satzes seiner Dritten Sinfonie (komponiert zwischen 1944 und 1946).

## Andere Versionen

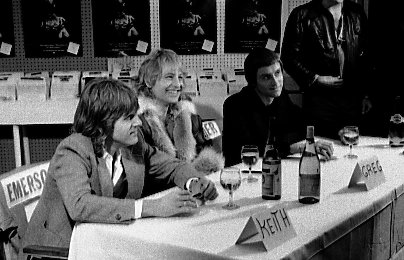
Emerson, Lake & Palmer (1978)

1977 wurde Coplands Fanfare von der britischen Band Emerson, Lake and Palmer auf dem Album Works Volume I interpretiert. Der Titel wurde zu einem der größten Hits der Band, als eine bearbeitete Version als Single veröffentlicht wurde. In Großbritannien erreichte er Platz 2. Keith Emerson hatte schon 1972 Coplands Hoedown auf dem ELP-Album Trilogy verwendet. Diese Version wurde gespielt, um die Medaillenzeremonien der Olympischen Spiele 2012 in London zu beginnen.
Die Glamrock-Band The Sweet verwendet seit einigen Jahren live die Version von Emerson, Lake and Palmer in der Mitte ihres eigenen Hits Love Is Like Oxygen.
Ein Ausschnitt aus der Fanfare wurde von den Rolling Stones zur Eröffnung ihrer Tour of the Americas '75 und Tour of Europe '76 zur Unterstützung ihres Albums Black and Blue dargeboten.
Auch die amerikanische Rockband Styx hat das Copland-Stück verwendet. Ihr gleichnamiges Debütalbum von 1972 wird mit einer Suite namens Movement for the Common Man eröffnet. Der dritte Abschnitt der Suite mit dem Titel Fanfare for the Common Man basiert lose auf dem Copland-Original.
Außerdem spielte die Rockband Asia mit dem Schlagzeuger Carl Palmer von Emerson, Lake & Palmer oft eine Variation von Fanfare während ihrer Konzerte; es gibt verschiedene Live-Aufnahmen.
Woody Herman and His Orchestra beendeten ihre Konzerte mit einer Jazz-Version von Fanfare für den Common Man, erschienen 1976 auf The 40th Anniversary, Carnegie Hall Concert.